# Sylvia Earle
Sylvia Alice Earle (Gibbstown, 30 agosto 1935) è un'oceanografa statunitense, conosciuta per essere stata la prima donna a capo della National Oceanic and Atmospheric Administration degli Stati Uniti.

## Biografia
Nata a Gibbstown nel New Jersey, all'età di 13 anni si trasferì con la famiglia a Dunedin in Florida, dove iniziò a praticare le immersioni subacquee. Nel corso della sua vita si è sposata tre volte ed ha avuto tre figli.
La primogenita è responsabile di un'azienda per robot subacquei,
il secondogenito lavora presso il California Fish and Wildlife Departement,
la terzogenita come la madre appassionata all'oceano ma ha preferito seguire i propri sogni quindi diventata musicista.

## Studi e ricerche
Laureata alla Florida State University, ha conseguito il dottorato di ricerca in botanica presso la Duke University con una tesi intitolata "Phaeophyta of the Eastern Gulf of Mexico" ed ha lavorato come ricercatrice associata per l'Harvard University, in seguito ha ricoperto l'incarico di direttrice del Cape Haze Marine Laboratory in Florida. Ha ricevuto 15 titoli accademici ad honorem e ha prodotto più di 150 pubblicazioni scientifiche oltre a numerosi libri di carattere divulgativo e per bambini. Le sue ricerche vertono principalmente sullo studio dell'ecosistema marino attraverso l'esplorazione diretta dei fondali. Nel corso della sua carriera ha preso parte ad oltre 60 spedizioni collezionando più di 6.000 ore di immersioni.Per questo viene soprannominata "Sua Profondità".
Nel 1964 ha lasciato il primo marito e i due figli per fare una spedizione. Quando fece domanda per farne parte, le risposero che a bordo c'erano 70 uomini e nessuna donna ma lei non si perse d'animo: voleva far parte di quella spedizione a tutti i costi. Quindi le risposero "se la metà dei pesci in mare è di sesso femminile allora una donna a bordo ci farà comodo".
Nel 1970 è stata membro del primo gruppo femminile di acquanauti durante lo svolgimento del Progetto Tektite; nell'ambito di questo progetto (Tektite II, missione 6) ha vissuto per 2 settimane, assieme a 4 compagne, in una struttura subacquea posta a circa 15 m (50 ft) sotto il livello del mare nei pressi dell'isola di St. John nelle Isole Vergini Americane svolgendo esperimenti e ricerche sulla flora marina. Durante gli anni settanta le sue ricerche l'hanno portata a studiare ed esplorare i fondali delle Galápagos, di Panama, della Cina, delle Bahamas e diversi punti dell'Oceano Indiano. Nel 1977 ha intrapreso una lunga spedizione di studio per seguire gli spostamenti delle megattere nell'Oceano Pacifico, questa esperienza è stata poi riassunta nel documentario Gentle Giants of the Pacific che ha contribuito ad accrescere la sua notorietà al di fuori della comunità scientifica.

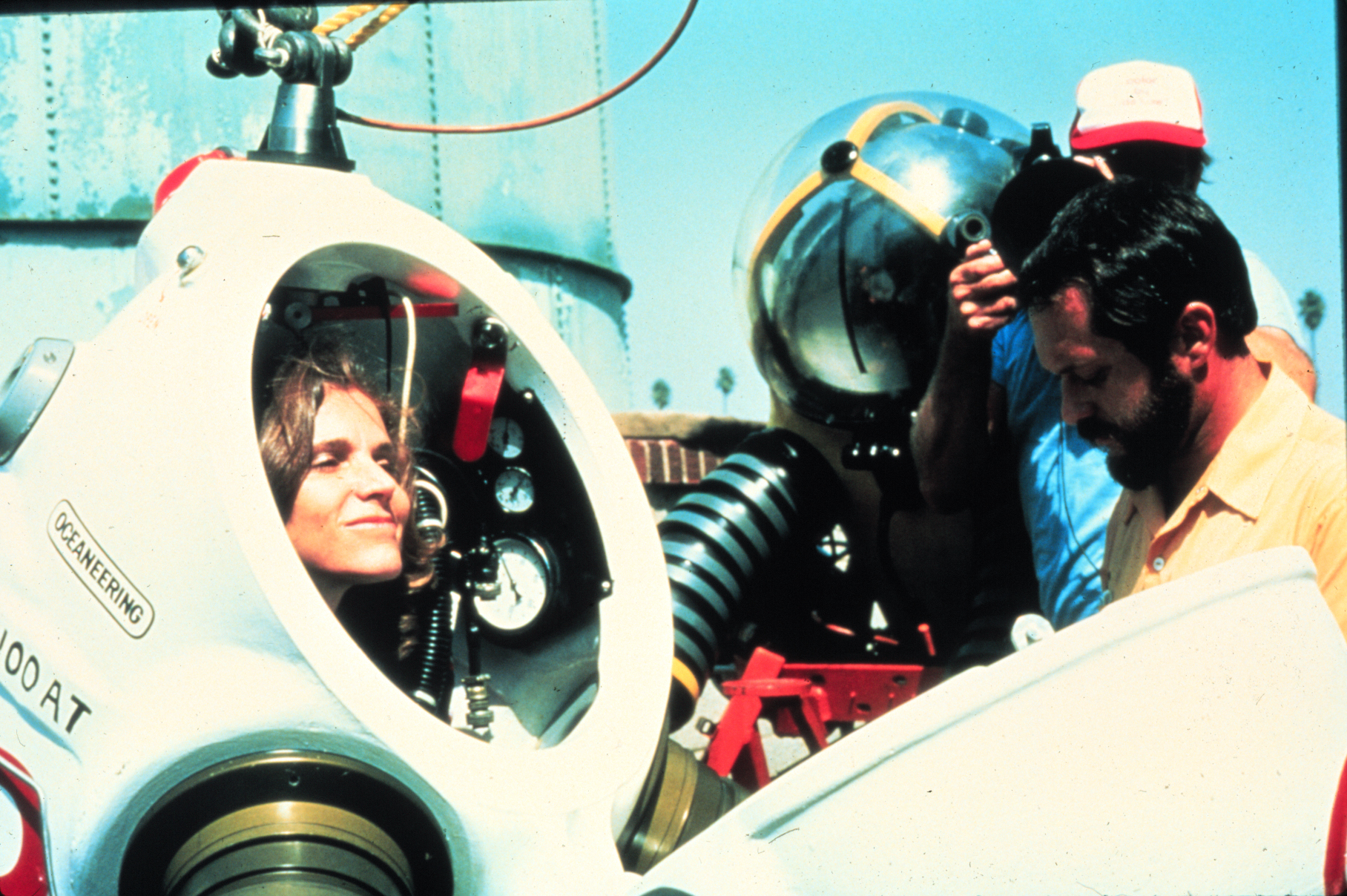
Sylvia Earle all'interno di una JIM suit.

Nel 1980 fonda, assieme al marito Graham Hawkes, le compagnie Deep Ocean Engineering e Deep Ocean Technologies allo scopo di progettare e realizzare veicoli e strutture per l'esplorazione sottomarina. Nel 1990 ha momentaneamente abbandonato le compagnie da lei fondate per ricoprire il ruolo di direttore scientifico della National Oceanic and Atmospheric Administration (NOAA), l'agenzia del governo americano che si occupa dello studio e del controllo degli oceani e dei fenomeni ambientali; ha mantenuto questa carica sino al 1992. Dal 1998 fa parte del programma Explorers-in-Residence della National Geographic Society.
La Dott.ssa Earle detiene diversi record di immersione in profondità stabiliti durante la sua carriera: nel 1968 ha stabilito il record di immersione in solitaria dentro al sommergibile Deep Diver toccando i 1.000 metri di profondità nelle acque delle Bahamas. Nel 1979 immergendosi nelle acque dell'isola di Oahu (Hawaii) ha camminato sul fondo marino ad una profondità di 381 metri stabilendo il record per la massima profondità raggiunta da un essere umano senza l'ausilio di un sommergibile. Durante la missione la dott.ssa Earle, all'interno di una JIM suit, ha esplorato il fondale senza essere collegata al veicolo sottomarino che l'aveva portata sino a quella profondità.
In qualità di esperta di ambiente sottomarino ha effettuato studi sui danni provocati all'ecosistema dalle fuoriuscite di petrolio nel Golfo Persico a seguito della Guerra del Golfo, inoltre ha condotto ricerche sull'impatto ambientale di alcuni incidenti petroliferi, in particolare nei casi della petroliera Exxon Valdez in Alaska (1989) e in quello della petroliera norvegese Mega Borg in Texas (1994). Ha condotto ricerche anche sul disastro ambientale della piattaforma petrolifera Deepwater Horizon avvenuto nel 2010 nel Golfo del Messico.
Interessante il docufilm Mission Blue, motivante e provocatorio, che segue Sylvia Earle nella sua campagna per salvare gli oceani dalle minacce che incombono su di essi, come ad esempio il sovrasfruttamento delle risorse ittiche e i rifiuti tossici che danneggiano a volte irreparabilmente le nostre acque (regia: Robert Nixon, Fisher Stevens; attori: James Cameron, Michael deGruy, Sylvia Earle: genere: documentario; durata: 1h 35min).
Sylvia Earle ha dedicato a Barack Obama una nuova specie di pesce per ringraziarlo di aver creato la più grande area marina protetta del mondo.
Sylvia Earle ha convinto Google a lanciare Ocean, la parte acquatica di Google Earth.

## Premi e riconoscimenti
Nel corso della sua carriera ha ricevuto numerosi premi e riconoscimenti, tra i più importanti si possono ricordare: 
- 1996 - medaglia dell'Explorers Club[10]
- 2000 - nomina a Living Legend (leggenda vivente) da parte della Libray of Congress[11]
- 2000 - inserimento nella National Women's Hall of Fame[12]
- 2009 - Premio TED[13]
- 2010 - Premio Carl Sagan per la comprensione pubblica della scienza[14]
- 2017 - Premio Rachel Carson[15]

## Pubblicazioni
- Sylvia A. Earle, Iain H. Grant, Exploring the Deep Frontier: Adventure of Man in the Sea, National Geographic Society, 1980, ISBN 0870443437.
- Sylvia A. Earle, Sea Change: A Message of the Oceans, Ballantine Books, 1996, ISBN 0449910652.
- Sylvia A. Earle, Dive: My Adventures in the Deep Frontier, National Geographic Children's Books, 1999, ISBN 0792271440.
- Sylvia A. Earle, Hello, Fish!: Visiting the Coral Reef, National Geographic Children's Books, 2001, ISBN 0792266978.
- Sylvia A. Earle, Linda K. Glover, Ocean: An Illustrated Atlas (National Geographic Atlas), National Geographic, 2008, ISBN 1426203195.
- Sylvia A. Earle, The World Is Blue: How Our Fate and the Ocean's Are One, National Geographic Books, 2009, ISBN 1426205414.